# ビンゴプラネット
ビンゴプラネット「BINGO PLANET」は、セガ（後のセガ・インタラクティブ）が1997年販売したメダルゲーム。ビンゴサーカスに続く、回転するすり鉢状の抽選機構（ターンテーブル）を持つセガのビンゴゲーム第2弾である。
筐体は2サテライト毎4面に区切られている全8台。

## ルール
基本的なルールはビンゴサーカスと同じであり、ターンテーブルに1から25の番号が書かれた穴があり、5球のボールで抽選をする。番号の配列は、一番外側に1から10、その一段内側に11から20、さらに一段内側に、21から25の番号が、時計回りで割り当てられている。
5球のボールが数字に埋まるとゲームが終了し、その時点で3つ以上ライン上に並んでいるとビンゴ成立となり、配当を獲得できる。

## 遊び方
1. メダルを投入する。画面中央には、ビンゴカードが表示されている（ビンゴカードの色は、説明の便宜上付けたものである）。
2. BETボタンを押下し、メダルを賭ける。
3. 条件が抽選される。もし、結果として表示された条件に満足できない場合は、追加でメダルを賭けることによって、条件を上げるか否かの抽選を受けることが可能である（ただし締め切りまで）。
4. 最低ベットが1枚からの仕様となっている場合、9枚目と10枚目のベットにおいて、斜めラインがそれぞれ1本ずつ有効となるが、当該2本の斜めラインは、配当が2倍として計算される（最低が10枚の仕様となっている場合は、エントリーベット時にすべてのラインが有効になり、当然斜めの2倍も有効である）。
5. ベットが締め切られるとゲームが開始され、3球の玉が盤面に投入される。RETURNされた玉は、文字通り再投入されるため、3球確定するまで投入は行われる。
6. (4)の間、プレイヤーは四隅のそれぞれ4カ所の番号を、ゾーン別に割り当てられたボタンを押下することにより、回転させることができる。上記カード上で黄色のゾーンが対象となる。この回転は、3球確定後、4球目を投入する直前まで行える。
7. 続いて4球目の球が、1個だけ投入される。このときの球の色は、黄か緑である。この球がRETURNとなった場合は、再度球が投入されるが、このときの球の色は常に抽選されるため、先に出た球が黄色であったとしても、RETURN後に投入される球が黄色である保証はない。また逆に、先に出た球が緑色であっても、RETURN後に投入される球が黄色となる場合もある。
8. 4球目が確定すると、5球目の球が1個だけ投入される。このときの球の色は、赤か緑である。この球がRETURNとなった場合の扱いは、4球目と同様である（色はどっちか出るまで分からない）。
9. 5球目が確定するとゲーム終了となり、決定された数字の並び及びパターンにより、あらかじめ決定された配当を受け取ることができる。

## フィーチャー
BINGO CIRCUSを諸源とするビンゴマシンでは、プレイヤーに有利（ごくごく一部の例外あり）となるフィーチャーが用意されている。本項ではこれについて説明する。
それぞれのフィーチャーは、点灯（条件がカラー表示）した場合のみ有効であり、点灯しないフィーチャーについては、当該ゲームにおいて無効となる。
1. PLUS ONE
縦もしくは横にこのフィーチャーが点灯した場合、2個並びは3個並び、3個並びは4個並び、4個並びは5個並びの配当を受けることができる。縦のPLUS ONE点灯時に横に2つ番号が並んでも3個並びにはならない。
2. 4 CORNER
カード4隅の番号が有効となった場合に成立する。このフィーチャーは配当のフィーチャーであり、その配当は200枚か500枚（点灯状況により異なる）である。
3. ODDS UP
4球目に黄色の球が投入され、これが5の倍数に入った場合に成立する。効果は、事前に抽選された「オッズが1段階アップ」「オッズが2段階アップ」「オッズが2倍」のいずれかである（これらはラインオッズに適用され、4コーナーは対象外である）。ただし、オッズ段階を上げることが不可能な状態に陥った場合（例えば、2段階アップが点灯したが、その後抽選によって上から2番目のオッズとなった場合）には、直ちに「オッズが2倍」へと変更される。
4. BONUS GAME
5球目に赤色の球が投入され、これが指定された番号（5の倍数の黄色の枠、下一桁が1の赤の枠と2種類がある。片方だけ点灯することも両方点灯することもある。）に入賞すると、次のゲームはボーナスゲームとなる。
ボーナスゲームはベット不要で、オッズは前回のゲームと同じかつ大量のフィーチャーがつくので大量獲得のチャンスとなる。また、追加ベットでオッズを上げることも可能。
5. FREE SPOT
中心とその隣接する4つの数字（図における赤色の位置）を対象に、ボールが入らずとも有効となるFREE SPOTの抽選が行われる。当選すると、有効となる番号が点灯し、入った状態と見なされるようになる。

## 機構
サテライトはROYAL ASCOT IIからの流用で中央の抽選エリアはスモークガラスで8面囲われ、内部はブラックライトで照らされており、その間を無色透明な発光されたボールが転がり中央のスポットへランダムで抽選される。
尚、このゲームの特色であるボール素材は透明なプラ製であり、内部でボールをローテーションしながら抽選する機構である為、ボールが傷つく場面が多く、擦り傷への汚れの付着でセンサ未感知エラーが起こり易かったのと、ブラックライトを使用して居る分ボールの見栄えが悪くなる為、導入ロケ向けにセガ・ロジスティクスサービスがボール研磨サービスを行っていた他にも導入店舗独自にメンテナンスとして研磨されていた。

## ビンゴプラネット＋
バージョンアップ版として、後にビンゴプラネット＋がリリース。後にコンバージョンKITが販売された。後の「Bingo Parade」にて抽選台を囲っていたガラスは撤廃された。
変更点としてはオッズが変更され、最高当選枚数が無印の1万枚（5並び2500枚×ナナメ2倍×フィーチャーで2倍）から4万枚にアップした。
また、4球目が決定した後、ベットボタンを押しながら回転ボタンを押すと、パネルが回転することがある（メダルは消費される）。無印と＋はサテライトごとに設定でき、半分のサテライトだけ＋という風に設定することもできる。